# William Burdett-Coutts
Pour les articles homonymes, voir Burdett et Coutts.
William Lehman Ashmead Bartlett Burdett-Coutts (20 janvier 1851-28 juillet 1921), né William Lehman Ashmead-Bartlett, est un politicien conservateur britannique d'origine américaine qui siège à la Chambre des communes de 1885 à 1921.

## Biographie
Ashmead-Bartlett est né au Nouveau-Brunswick, New Jersey, États-Unis, fils d'Ellis Bartlett de Plymouth, Massachusetts, États-Unis, et de son épouse Sophia Ashmead, fille de John King Ashmead de Philadelphie. Tous ses grands-parents étaient des sujets britanniques et il est le frère cadet d'Ellis Ashmead-Bartlett. Après la mort de son père en 1852, la famille déménage en Angleterre et il fait ses études à Torquay et à Highgate School. Il entre au Keble College d'Oxford en 1870 avec une première bourse d'études, et obtient en 1875 un BA (MA 1876). Ashmead-Bartlett est secrétaire de la philanthrope, la baronne Angela Burdett-Coutts.
Il possède le Columbia Market (construit en 1869 par la baronne Burdett-Coutts), et à cet égard, il construit une grande flotte de pêche en mer du Nord et un commerce considérable de légumes . Cependant, un projet de chemin de fer vers le marché n'est jamais construit, et la concurrence du marché aux poissons de Billingsgate conduit à la fermeture du marché en 1886.

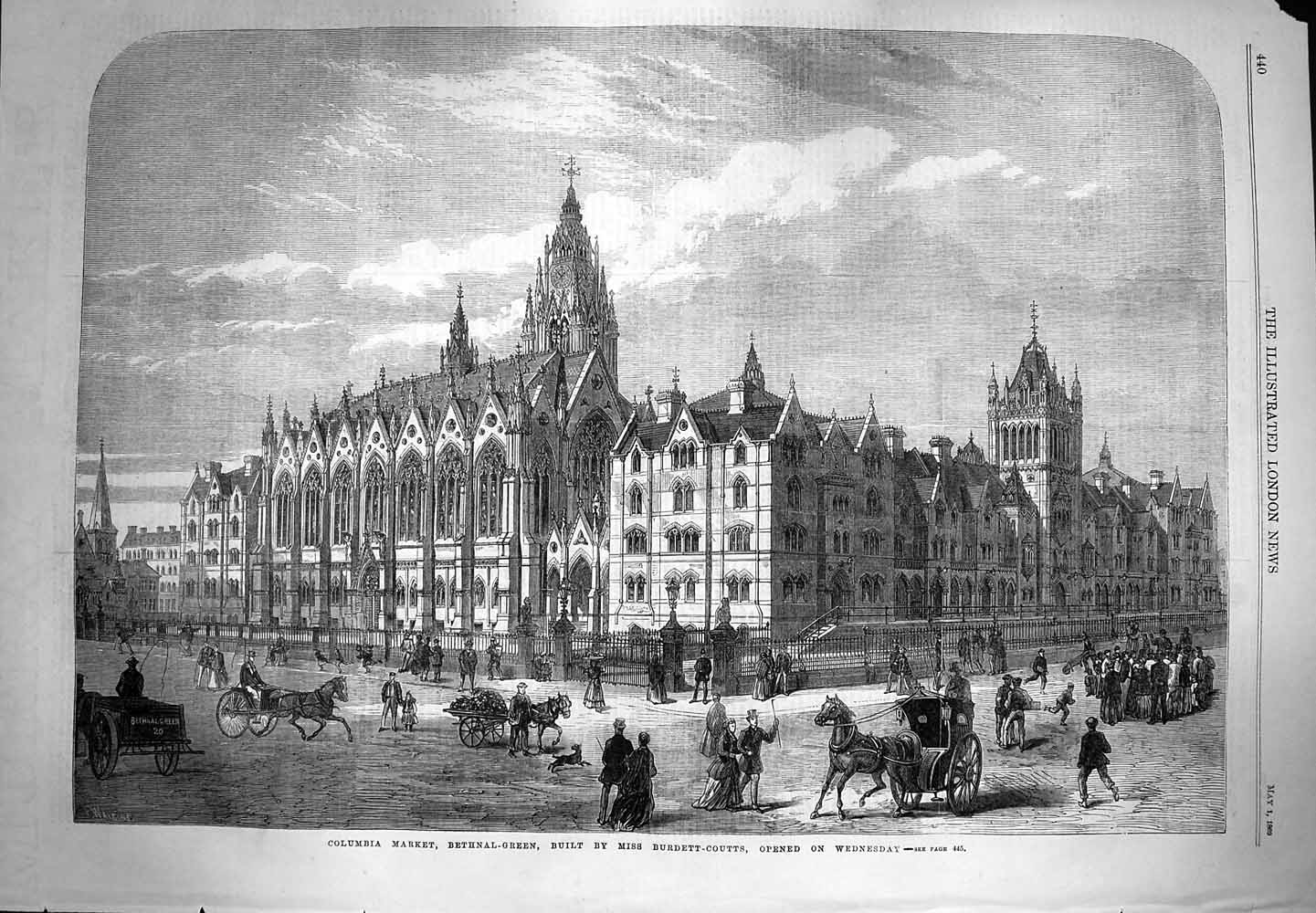
Columbia Market dans l' Illustrated London News, 1869

En 1877, il est commissaire spécial auprès de la Turquie (avec Francis Walter de Winton) pour administrer le Fonds de secours turc. Cela est initié par les efforts combinés de la baronne Burdett-Coutts, de l'ambassadeur à Constantinople, Sir Austen Henry Layard, et de sa femme, pour le soulagement des victimes de la guerre russo-turque (1877-1878) . En reconnaissance de son travail, il reçoit le collier et l'étoile de l'Ordre du Médjidié du sultan Abdul Hamid II. En 1879-1880, il se rend en Irlande pour aider à organiser les secours dans les quartiers en détresse et développe en grande partie le plan de la baronne Burdett-Coutts au profit des pêcheries irlandaises. Il épouse la baronne, qui avait 37 ans de plus que lui, le 12 février 1881 et prend son nom de famille . En 1883, il fait partie du comité exécutif de l'Exposition internationale des pêches. Il est président du comité Highgate pour l'agrandissement de Hampstead Heath .
William Burdett-Coutts est élu pour la première fois au Parlement lors de l'élection générale de 1885 pour la circonscription de Westminster à Londres, qui est devenue une circonscription à un siège à partir d'une circonscription à deux sièges . Il est resté parlementaire du siège jusqu'à ce qu'il soit aboli aux Élections générales britanniques de 1918, et il est alors élu pour la nouvelle circonscription de l'abbaye de Westminster. Il est nommé au Conseil privé sur la liste des distinctions honorifiques du Nouvel An 1921.
La baronne est décédée en 1906 et il n'y a pas d'enfants du mariage. Il est exécuteur testamentaire et bénéficiaire de son testament, et poursuit une grande partie de son travail philanthropique après sa mort .
Il est décédé à l'âge de 70 ans, à St Pancras, Londres.